# Exoprosopa brevinasis
Exoprosopa brevinasis är en tvåvingeart som beskrevs av Mario Bezzi 1924. Exoprosopa brevinasis ingår i släktet Exoprosopa och familjen svävflugor. Inga underarter finns listade i Catalogue of Life.